# وزراء الخارجية وشؤون المغتربين (الأردن)
وزير خارجية المملكة الأردنية الهاشمية- هو أحد الأعضاء في مجلس وزراء الأردن، والمسؤول عن وزارة الخارجية الأردنية، وإدارة العلاقات الخارجية للبلاد.
وقد تأسست وزارة الخارجية وشؤون المغتربين الأردنية في السادس من آب عام 1939م، وتعمل لتحقيق أهداف السياسة الخارجية الأردنية، وحماية المصلحة الوطنية فيى داخل البلاد وخارجها، وتتمثل أهم أهداف الوزارة في: رسم السياسة الخارجية للبلاد ومتابعة تنفيذها، تمثيل المملكة الأردنية لدى الدول الأخرى والمنظمات الإقليمية والدولية، تنظيم علاقات البعثات الأجنبية المعتمدة لدى المملكة مع الجهات الرسمية الأردنية، دراسة وإعداد المعاهدات والأتفاقيات مع الدول والمنظمات الدولية والإقليمية واتخاذ الإجراءات اللازمة لعقدها وحفظها ومتابعة تنفيذها مع الأطراف المعنية، المشاركة في تمثيل المملكة الأردنية في المؤتمرات الدولية، الحفاظ على الأردنين في الخارج وحماية مصالحهم.

## قائمة الوزراء
وفيما يلي قائمة بوزراء خارجية المملكة الأردنية الهاشمية منذ عام 1939:

### إمارة شرق الأردن(1921–1946)
- 1939 - 1944: توفيق أبو الهدى، هو توفيق أبو الهدى التاجي الفروقي، مواليد عكا 1894م، تولى منصب رئيس الوزراء الأردني لمدة (12) مرة، كان آخرها في عام 1955م، وفي أبو الهدي في عام 1956م عن عمر يناهز 62 عامًا.[3]
- 1944-1945: محمد الشريقي، هو محمد بن يوسف الشريقي، مواليد اللاذقية عام 1898م، تولى حقيبة وزارة الخارجية ثلاث مرات، كان آخرها عام 1950م، توفي الشريقي عام 1970م عن عمر يناهز 72 عامًا.[4]
- 1945 - 1946: توفيق أبو الهدى

### المملكة الأردنية الهاشمية(1946-حتى الآن)
- 1946 - 1947: محمد الشريقي
- 1947: سمير الرفاعي، مواليد مدينة صفد عام 1901م، تولى منصب وزير الخارجية للمملكة الأردنية 5 مرات كان آخرها في عام 1957م، كما قام بتشكيل الحكومة لعدة مرات، توفي الرفاعي عام 1965م عن عمر يناهز64 عامًا.[5]
- 1947–1949: فوزي الملقي، هو فوزي عيد الملقى، مواليد مدينة إربد عام 1909م، تولى وزارة الخارجية وشؤون المغتربين الأردنية ثلاث مرات، كان آخرها عام 1956م، توفي الملقي عام 1962م عن عمر يناهز53 عامًا.[6]
- 1949: روحي عبد الهادي، هو روحي قاسم عبد الهادي، مواليد مدينة نابلس 1885م، شغل منصب وزير الخارجية الأردني لمرتين، كان آخرهما في عام 1950م في حكومة سعيد المفتي الثانية، توفي عبد الهادي عام 1954م عن عمر يناهز65 عامًا.[7]
- 1949–1950: سمير الرفاعي
- 1950: محمد الشريقي
- 1950: روحي عبد الهادي
- 1950–1951: سمير الرفاعي
- 1951: أحمد طوقان، مواليد نابلس عام 1903م، وهو الأخ الأكبر لكل من إبراهيم طوقان، وفدوى طوقان، شغل منصب وزير الخارجية لفترتين، آخرهما عام 1969م، توفي في عمان عام 1981م عن عمر يناهز 78 عامًا.[8]
- 1951: أنسطاس حنانيا، هو أنسطاس عيسى داود حنانيا، مواليد القدس عام 1903م، تولى العديد من الحقائب الوزارية في 11 حكومة مختلفة، وتولى حقيبة وزير الخارجية لمرة واحدة، توفي حنانيا عام 1995م عن عمر يناهز 92 عامًا.[9]
- 1951 - 1952: توفيق أبو الهدى
- 1952–1953: فوزي الملقي
- 1953-1954: حسين الخالدي، هو حسين فخري بن راغب الخالدي، مواليد القدس عام 1895م، طبيب وسياسي، شغل منصب رئيس الوزراء في الحكومة الأردنية لمدة تسعة أيام، من 15:23 / 4 / 1957م، شغل منصب وزير الخارجية الأردني مرتين، أخرهما كان في عام 1956م، توفي الخالدي عام  1966م عن عمر يناهز71 عامًا.[10]
- 1954: جمال طوقان، تولى منصب وزير الخارجية في حكومة توفيق أبو الهدي الحادية عشرة، بتاريخ 4/5/1954 إلى 12/10/1954، حيث ظل في المنصب لمدة 5 شهور تقريبًا، وشغل فيما بعد منصب وزير التربية والتعليم في حكومة إبراهيم هاشم الخامسة.[11]
- 1954: توفيق أبو الهدى
- 1954–1955: وليد صلاح، هو وليد عبد اللطيف مصلح صلاح، مواليد نابلس بفلسطين عام 1916م، تولى منصب وزير الخارجية الاردني في حكومة توفيق أبو الهدى الثانية عشرة، توفي في العاصمة عمان عام 2010م عن عمر يناهز 94 عامًا.[12]
- 1955: سعيد المفتي، مواليد عمان عام 1898م، تولى منصب رئيس الوزراء الأردني أربع مرات، كما تم تعيينه رئيسًا لمجلس الأعيان الأردني لست فترات، نال العديد من الأوسمة، من بينها وسام الاستقلال الأردني من الدرجة الأولى، توفي المفتي عام 1989م عن عمر يناهز 90 عامًا.[13]
- 1955: هزاع المجالي، هو هزاع بركات المجالي، مواليد الكرك عام 1917م، تولى منصب رئيس الوزراء الأردني لفترتين، توفي المجالي بسبب عملية اغتيال عام 1960م عن عمر يناهز 43 عامًا.[14]
- 1955–1956: سمير الرفاعي
- 1956: حسين الخالدي
- 1956: سمير الرفاعي
- 1956: سليمان النابلسي/، مواليد السلط عام 1908م، تولى منصب رئيس الوزراء الأردني عام 1956م، وتسلم حقيبة وزارة الخارجية عام 1957م في عهد حكومة الدكتور حسين فخري الخالدي، توفي النابلسي عام 1976م عن عمر يناهز 68 عامًا؛ بسبب أنفلونزا حادة ونقص في كريات الدم.[15]
- 1956: فوزي الملقي
- 1956: عوني عبد الهادي
- 1956-1957: سليمان النابلسي
- 1957–1958: سمير الرفاعي
- 1958-1959: خلوصي الخيري، مواليد الرملة عام 1908م، تولي العديد من الحقائب الوزارية في الحكومة الأردنية، من بينها الاقتصاد، والمالية، والصحة، والخارجية، توفي الخلوصي في الثمانينيات من القرن العشرين عن عمر يناهز 70 عامًا.[16]
- 1959: هزاع المجالي
- 1959–1961: موسى ناصر، ناشط أكاديمي وسياسي، مواليد عام 1895م، تولى منصب وزير المواصلات، ووزير الخارجية في الحكومة الأردنية، نال عدة أوسمة من بينها وسام الاستقلال الأردني من الدرجة الأولى، توفي ناصر عام 1971م عن عمر يناهز 76 عامًا.[17]
- 1961: بهجت التلهوني (1913- 1994)م.
- 1961–1962: رافي الحسيني
- 1962–1963: حازم نسيبة، حازم زكي نسيبة (1922- 2022)م.
- 1963: أمين الحسيني (بالوكالة)
- 1963 : الشريف حسين بن ناصر(1906-1982)م.
- 1963–1964: أنطون عطاالله(1897- 1986)م.
- 1964: أمين الحسيني (بالوكالة)
- 1964–1965: قدري طوقان
- 1965–1966: حازم نسيبة
- 1966: أكرم زعيتر(1909- 1996)م.
- 1966–1967: عبد الله صلاح، عبد الله أمين مصلح صلاح (1922- 2007)م
- 1967: أحمد طوقان
- 1967: محمد أديب العامري(1907- 1978)م.
- 1967 - 1968: بهجت التلهوني
- 1968-1969: عبد المنعم الرفاعي(1917- 1985)م، مؤلف النشيد الوطني الأردني.
- 1969: أحمد طوقان
- 1969-1970: عبد المنعم الرفاعي
- 1970: أنطون عطاالله
- 1970: محمد داود
- 1970–1972: عبدالله صلاح
- 1972–1973: صلاح أبو زيد
- 1973–1976: زيد الرفاعي، زيد سمير الرفاعي (1936- 2024)م
- 1976–1979: مضر بدران، مضر محمد عايش بدران (1934- 2023)م
- 1979-1980: الشريف عبد الحميد شرف(1939- 1980)م
- 1980–1984: مروان القاسم، مروان صدقي أحمد القاسم، حاصل على وسام الاستقلال الأردني من الدرجة الأولى.
- 1984–1988: طاهر المصري، طاهر نشأت طاهر المصري، مواليد 1942م.
- 1988–1991: مروان القاسم
- 1991: طاهر المصري
- 1991: عبدالله النسور، عبد الله عبد الكريم حمدان النسور، مواليد 1939م
- 1991–1993: كامل أبو جابر، سياسي ودبلوماسي أردني (1932- 2020)م
- 1993-1995: عبد السلام المجالي
- 1995-1997: عبد الكريم الكباريتي، عبد الكريم علاوي صالح الكباريتي، مواليد 1949م
- 1997–1998: فايز الطراونة، فايز أحمد محمود حمد خلف الطراونة (1949- 2021)م
- 1998: جواد العناني، سياسي وأقتصادي أردني، مواليد 1943م
- 1998-2002: عبد الإله الخطيب، عبد الإله محمد الخطيب، مواليد 1953م.
- 2002–2004: مروان المعشر، الدكتور مروان جميل عيسى المعشر، مواليد 1956م.
- 2004–2005: هاني الملقي، هاني فوزي عيد الملقي، ابن الوزير الأردني فوزي الملقي، مواليد 1951م.
- 2005: فاروق القصراوي (1942- 2021)م
- 2005-2007: عبد الإله الخطيب
- 2007–2009: صلاح الدين البشير، صلاح الدين محمد عبد الرحمن البشير، مواليد 1966م.
- 2009–2017: ناصر سامي جودة، سياسي أردني، مواليد 1961م.
- 2017–حتى الآن: أيمن الصفدي، أيمن حسين عبد الله الصفدي، مواليد 1962م